# Praenomen
Praenomen var benämningen på förnamnet hos en medborgare i antikens Rom enligt det romerska namnsystemet.